# لاتينغتاون (نيويورك)
لاتينغتاون (بالإنجليزية: Lattingtown, New York)‏ إنكوربوراتد قرية لاتينتاون هي قرية تقع داخل بلدة أويستر في مقاطعة ناسو، نيويورك في الولايات المتحدة. وبلغ عدد السكان 1739 نسمة في تعداد عام 2010. في البداية، لاتينغتون كان الأهوار، يسكنها الهنود ماتينيكوك الذين يعيشون في مكان قريب. باعت ماتينكوكس منطقة في 1660 لريتشارد لاتينغ وابنه، جوسيا لاتينغ. باعت لاتيغس القصب الأهوار لمنازل سقف من القش. نفس الأسرة في وقت لاحق أنشأت قرية لاتينغتون في مارلبورو، مقاطعة أولستر، نيويورك.

## التركيبة السكانية
حدّد مكتب تعداد الولايات المتحدة بيانات التركيبة السكانية للاتينغتاون في تعداد الولايات المتحدة. في ما يلي، التركيبة السكانية حسب تعدادي 2000 و2010.

### تعداد عام 2000
بلغ عدد سكان لاتينغتاون 1,860 نسمة بحسب تعداد عام 2000، وبلغ عدد الأسر 627 أسرة وعدد العائلات 509 عائلة مقيمة في القرية. في حين سجلت الكثافة السكانية 187.5 نسمة لكل كيلومتر مربع (485.6/ميل2). وبلغ عدد الوحدات السكنية 688 وحدة بمتوسط كثافة قدره 69.4 لكل كيلومتر مربع (179.7/ميل2).
وتوزع التركيب العرقي للقرية بنسبة 94.46% من البيض و0.59% من الأمريكيين الأفارقة و3.49% من الأمريكيين ذوي الأصول الآسيوية و0.38% من الأعراق الأخرى و1.08% من عرقين مختلطين أو أكثر و2.31% من الهسبانيون أو اللاتينيون من أي عرق.
بلغ عدد الأسر 627 أسرة كانت نسبة 38.6% منها لديها أطفال تحت سن الثامنة عشر تعيش معهم، وبلغت نسبة الأزواج القاطنين مع بعضهم البعض 73% من أصل المجموع الكلي للأسر، ونسبة 5.3% من الأسر كان لديها معيلات من الإناث دون وجود شريك، بينما كانت نسبة 2.9% من الأسر لديها معيلون من الذكور دون وجود شريكة وكانت نسبة 18.8% من غير العائلات. تألفت نسبة 16.1% من أصل جميع الأسر من عدة أفراد يعيشون في نفس المنزل ونسبة 8.5% كانت تتألف من شخص يعيش بمفرده يبلغ من العمر 65 عاماً أو أكثر. وبلغ متوسط حجم الأسرة المعيشية 2.93، أما متوسط حجم العائلات فبلغ 3.25.
بلغ العمر الوسطي للسكان 42.5 عاماً. وكانت نسبة 26.1% من القاطنين تحت سن الثامنة عشر، وكانت نسبة 4.4% بين الثامنة عشر والرابعة والعشرين عاماً، ونسبة 23.4% كانت واقعةً في الفئة العمرية ما بين الخامسة والعشرين والرابعة والأربعين عاماً، ونسبة 30.7% كانت ما بين الخامسة والأربعين والرابعة والستين، ونسبة 14% كانت ضمن فئة الخامسة والستين عاماً فما فوق. يوجد لكل 100 أنثى 91.9 ذكر، ويوجد لكل 100 أنثى في الثامنة عشر من عمرها فما فوق 89.5 ذكر.
بلغ متوسط دخل الأسرة في القرية 136,807 دولارًا، أما متوسط دخل العائلة فبلغ 156,462 دولارًا. وكان متوسط دخل الذكور 100,001 دولارًا مقابل 44,063 دولارًا للإناث. وسجل دخل الفرد الخاص بالقرية 76,260 دولارًا. وكانت نسبة 2.1% من العائلات ونسبة 4.5% من السكان تحت خط الفقر، وكان من هؤلاء نسبة 1.5% تحت سن الثامنة عشر ونسبة 6.6% في الخامسة والستين من العمر وما فوق.

### تعداد عام 2010
بلغ عدد سكان لاتينغتاون 1,739 نسمة بحسب تعداد عام 2010، وبلغ عدد الأسر 614 أسرة وعدد العائلات 477 عائلة مقيمة في القرية. في حين سجلت الكثافة السكانية 175.3 نسمة لكل كيلومتر مربع (454.0/ميل2). وبلغ عدد الوحدات السكنية 707 وحدة بمتوسط كثافة قدره 71.3 لكل كيلومتر مربع (184.7/ميل2).
وتوزع التركيب العرقي للقرية بنسبة 95.05% من البيض و0.46% من الأمريكيين الأفارقة و2.70% من الأمريكيين ذوي الأصول الآسيوية و0.17% من الأعراق الأخرى و1.61% من عرقين مختلطين أو أكثر و2.36% من الهسبانيون أو اللاتينيون من أي عرق.
بلغ عدد الأسر 614 أسرة كانت نسبة 36.5% منها لديها أطفال تحت سن الثامنة عشر تعيش معهم، وبلغت نسبة الأزواج القاطنين مع بعضهم البعض 69.9% من أصل المجموع الكلي للأسر، ونسبة 6.2% من الأسر كان لديها معيلات من الإناث دون وجود شريك، بينما كانت نسبة 1.6% من الأسر لديها معيلون من الذكور دون وجود شريكة وكانت نسبة 22.3% من غير العائلات. تألفت نسبة 19.1% من أصل جميع الأسر من عدة أفراد يعيشون في نفس المنزل ونسبة 10.3% كانت تتألف من شخص يعيش بمفرده يبلغ من العمر 65 عاماً أو أكثر. وبلغ متوسط حجم الأسرة المعيشية 2.82، أما متوسط حجم العائلات فبلغ 3.25.
بلغ العمر الوسطي للسكان 48.0 عاماً. وكانت نسبة 25.1% من القاطنين تحت سن الثامنة عشر، وكانت نسبة 6% بين الثامنة عشر والرابعة والعشرين عاماً، ونسبة 14% كانت واقعةً في الفئة العمرية ما بين الخامسة والعشرين والرابعة والأربعين عاماً، ونسبة 35.3% كانت ما بين الخامسة والأربعين والرابعة والستين، ونسبة 19.6% كانت ضمن فئة الخامسة والستين عاماً فما فوق. وتوزع التركيب الجنسي للسكان بنسبة 49.1% ذكور و50.9% إناث.

## أعلام
- تشارلز برات